# Tatort: Treibjagd
Treibjagd ist ein Fernsehfilm aus der Krimireihe Tatort. Der vom NDR produzierte Beitrag wurde am 18. November 2018 im Ersten ausgestrahlt. Es ist die 1072. Folge der Reihe, der elfte Fall von Kriminalhauptkommissar Thorsten Falke und der fünfte der Oberkommissarin Julia Grosz.

## Handlung
In der bürgerlichen Hamburger Wohngegend Neugraben wird immer wieder eingebrochen. Die verängstigten Bürger haben sich mittels einer Mobile-App vernetzt, über die sie Informationen austauschen und Aktionen verabreden. Falke und Grosz sind Teil einer Sonderkommission der Polizei. Diese kann aber nur wenig ausrichten. Immer wieder kommt die Polizei zu spät. Wenn sie einen Verdächtigen aufgreift, muss sie ihn mangels Beweisen wieder laufen lassen. 
Eines Nachts wird ein junger Mann bei einem Einbruchsversuch auf frischer Tat vom Besitzer eines Einfamilienhauses erschossen. Der Fall scheint zunächst recht klar zu sein: Dieter Kranzbühler handelte in Notwehr, denn der getötete Einbrecher hat eine Waffe in der Hand. Doch Kommissar Falke bezweifelt die Geschichte des Hausbesitzers, als er bemerkt, dass der Einbrecher Linkshänder war und sich die Spielzeugwaffe, mit der er angeblich den Hausbesitzer bedroht hatte, in der rechten Hand befand. Zudem hatte Kranzbühler zweimal geschossen, das Opfer aber nur einen Einschuss. Falke und Grosz schließen daraus, dass es zwei Einbrecher waren und der Komplize entkommen ist.
Bei der Suche nach dem flüchtigen Einbrecher finden Falke und seine Kollegin heraus, dass es sich dabei um Maja Kristeva, die Freundin des Opfers handelt und sie offensichtlich angeschossen wurde. Die Suche nach ihr wird zu einer regelrechten Treibjagd, denn auch Bernd Kranzbühler, der Bruder des Hausbesitzers, will das Mädchen finden, damit dieses nicht bezeugen kann, dass ihr Freund ganz gezielt erschossen wurde. Dabei nutzt er geschickt die Mobile-App, um sich gegenüber der Polizei einen Vorsprung zu verschaffen.
Nachdem es Bernd Kranzbühler tatsächlich gelingt, Maja aufzuspüren und zu entführen, bringt er es letztendlich nicht fertig, sie zu töten. Maja nutzt die Gelegenheit und sticht mit einem Küchenmesser auf ihn ein. Der Mann verblutet, ehe medizinische Hilfe eintrifft.

## Hintergrund
Der Film wurde vom 5. April 2018 bis zum 5. Mai 2018 in Hamburg gedreht.

## Rezeption

### Kritiken
„Trotz der drastischen Entfesselung gutbürgerlicher Eigenheimbesitzer als wutbürgerlicher Lynchmob kommt dieser ‚Tatort‘ überwiegend ohne Polemik aus, er ist dicht bei den Menschen, und zwar auf beiden Seiten des Gartenzauns. […] Regisseurin Samira Radsi […] inszeniert mit Gespür für die Brüche der Figuren, gegen Ende gerät ein wenig die Plausibilität ins Straucheln.“

### Einschaltquote
Die Erstausstrahlung von Treibjagd am 18. November 2018 wurde in Deutschland von 9,34 Millionen Zuschauern gesehen und erreichte einen Marktanteil von 26,4 % für Das Erste.